# 大聖院 (新宿区)
大聖院（だいしょういん）は、東京都新宿区にある天台寺門宗の寺院。

## 歴史
創建年代は不明である。元々は現在の埼玉県春日部市に位置しており、その後に現在地に移転している。
当院は修験道との関連が深く、江戸時代は修験道本山派に属し、隣の西向天神社の旧別当寺であった。
明治時代の神仏分離により、西向天神社から分離したが、別当寺という関係もあり西向天神社に関する古文書（『天満宮由緒書』など）も所蔵している。

## 紅皿の碑
境内には、「紅皿の碑」と呼ばれる石碑がある。元々は、近くの法善寺の崖際にあったものだが、崖崩れのために現在地に移転したという。この石碑は中世の「板碑」と呼ばれるもので、いつしか太田道灌に山吹の花を差し出した少女「紅皿」の碑と呼ばれるようになった。
山吹の花の一件以降、道灌は江戸城に紅皿を招き、歌の友にした。その後、道灌殺害の報を聞いた紅皿は、出家して余生を送り、死後に建てられたのがこの石碑だという伝説も残されている。

## 交通アクセス
- 都営地下鉄大江戸線・東京メトロ副都心線東新宿駅より徒歩8分。
- 新宿駅西口・高田馬場駅よりバス(都営バス宿75・高71系統)「抜弁天」下車